# Gail Neall
Gail Neall (Sydney, 2 augustus 1955) is een Australisch zwemster.

## Biografie
Neall won tijdens de Olympische Zomerspelen van 1972 de gouden medaille op de 400m wisselslag in een wereldrecord.

## Internationale toernooien
| Jaar | Olympische Spelen                                           | Wereldkampioenschappen                                       | Gemenebestspelen |
| ---- | ----------------------------------------------------------- | ------------------------------------------------------------ | ---------------- |
| 1970 |                                                             |                                                              | 400m wisselslag  |
| 1971 |                                                             |                                                              |                  |
| 1972 | 7e 200m vlinderslag · 15e 200m wisselslag · 400m wisselslag |                                                              |                  |
| 1973 |                                                             | 11e 200m vlinderslag 15e 200m wisselslag 14e 400m wisselslag |                  |
| 1974 |                                                             |                                                              | 200m vlinderslag |

1964: Donna de Varona ·
1968: Claudia Kolb ·
1972: Gail Neall ·
1976: Ulrike Tauber ·
1980: Petra Schneider ·
1984: Tracy Caulkins ·
1988: Janet Evans ·
1992: Krisztina Egerszegi ·
1996: Michelle Smith ·
2000: Jana Klotsjkova ·
2004: Jana Klotsjkova ·
2008: Stephanie Rice ·
2012: Ye Shiwen ·
2016: Katinka Hosszú ·
2020: Yui Ohashi ·
2024: Summer McIntosh
- Australian Women's Register: AWE2312b
- Trove: 699052